# Straszydlak
Straszydlak (Vampyrodes) – rodzaj ssaków z podrodziny owocnikowców (Stenodermatinae) w obrębie rodziny liścionosowatych (Phyllostomidae).

## Rozmieszczenie geograficzne
Rodzaj obejmuje gatunki występujące od Meksyku przez Amerykę Centralną do Ameryki Południowej.

## Morfologia
Długość ciała 73–89 mm, długość ucha 19–25 mm, długość tylnej stopy 12–19 mm, długość przedramienia 47,3–58,6 mm; masa ciała 29–56 g.

## Systematyka
Rodzaj zdefiniował w 1900 roku angielski zoolog Oldfield Thomas w artykule zatytułowanym Nowe ssaki z krainy neotropikalnej, opublikowanym na łamach „The Annals and magazine of natural history”. Gatunkiem typowym jest (oryginalne oznaczenie) straszydlak paskogłowy (V. caraccioli).

### Etymologia
Vampyrodes: rodzaj Vampyrus Leach, 1821 (widmowiec); -οιδης -oidēs ‘przypominający’. 

### Podział systematyczny
Do rodzaju należą następujące gatunki:
| Grafika | Gatunek               | Autor i rok opisu | Nazwa zwyczajowa       | Podgatunki         | Rozmieszczenie geograficzne | Podstawowe wymiary                                       | Status IUCN |
| ------- | --------------------- | ----------------- | ---------------------- | ------------------ | --- | -------------------------------------------------------- | ----------- |
|         | Vampyrodes caraccioli | (O. Thomas, 1889) | straszydlak paskogłowy | gatunek monotypowy | północna i wschodnia Kolumbia, Wenezuela, Trynidad i Tobago, region Gujana, Brazylia, wschodni Ekwador, wschodnie Peru i północna Boliwia; zakres wysokości: 300–1000 m n.p.m. | DC: 7,3–7,9 cm DO: bezogonowy DP: 4,7–5,6 cm MC: 29–56 g | LC          |
|         | Vampyrodes major      | G.M. Allen, 1908  |                        | gatunek monotypowy | południowy Meksyk (od Veracruz i Oaxaca) na południe do zachodniej Kolumbii i północno-zachodniego Ekwadoru; prawdopodobnie Salwador; zakres wysokości: 0–1400 m n.p.m.        | DC: 7,7–8,9 cm DO: bezogonowy DP: 4,9–5,5 cm MC: 30–47 g | LC          |

Kategorie IUCN:  LC  – gatunek najmniejszej troski.